# هدایت رستم‌اف
هدایت الدار اوغلو رستم‌اف (به ترکی آذربایجانی: Rüstəmov Hidayət Eldar oğlu؛ زاده ۱۹ آگوست ۱۹۷۰، خیدیرلی، شهرستان آق‌دام، آذربایجان شوروی - درگذشت ۲۳ دسامبر ۱۹۹۱، شهرستان شوشی، جمهوری آذربایجان) سرباز و قهرمان ملی جمهوری آذربایجان بود که در جنگ قره‌باغ جان باخت.

## سنین جوانی و تحصیل
رستم‌اف در ۱۹ آگوست ۱۹۷۰ میلادی در روستای خیدیرلی از توابع شهرستان آق‌دام در جمهوری شوروی سوسیالیستی آذربایجان زاده شد. وی پس از اتمام تحصیلات متوسطه در روستای خیدیرلی، تحصیلات خود را در هنرستان شماره ۵۰ آق‌دام ادامه داد. او از سال ۱۹۸۸ تا ۱۹۹۰، در نیروهای مسلح شوروی خدمت می‌کرد. در سال ۱۹۹۱ وارد هنگ پلیس اداره امور داخلی منطقه آق‌دام شد.

## زندگی شخصی
رستم‌اف مجرّد بود.

## جنگ قره‌باغ
هنگامی که درگیری نیروهای ارمنستان و جمهوری آذربایجان شدت گرفت، رستم‌اف به عنوان داوطلب در سال ۱۹۹۱ به صفوف نیروهای مسلح جمهوری آذربایجان پیوست. در ۲۳ دسامبر ۱۹۹۱، وی در نبردی در اطراف روستای میشه‌لی در منطقه شوشی درگذشت.

## افتخارات
هدایت رستم‌اف پس از مرگش با فرمان شماره ۲۶۴ رئیس جمهور جمهوری آذربایجان نشان قهرمان ملی جمهوری آذربایجان را در تاریخ ۸ اکتبر ۱۹۹۲ میلادی دریافت کرد.
رستم‌اف در گورستان بلوار شهدای شهرستان آق‌دام به خاک سپرده شد.